# ScienceDirect
ScienceDirect是荷蘭爱思唯尔公司的一個科學和醫學書目數據庫網站，該網站收錄了来自爱思唯尔4000多种学术期刊和3万种电子书中的1800多万条内容。获取全文需要订阅，書目元數據可以免費提供。該網站于1997年3月由爱思唯尔推出。

## 使用方法
网站分为四个主要部分:
- Physical Sciences and Engineering（物理科学与工程学）
- Life Science（生命科学）
- Health Sciences（健康科学）
- Social Sciences and Humanities.（社会科学与人文科学）

文章摘要可以免费获取，而访问全文（PDF格式，较新出版物也提供HTML格式）通常需要订阅或按次付费，除非内容是开放获取。
订阅ScienceDirect上托管的整体产品，而不是它所承载的特定标题，通常是通过所谓的“Big Deal”获得的。而其他五大出版商也有类似的优惠。
ScienceDirect还与其他大型聚合器和学术交流内容的托管平台竞争，例如学术社交网络ResearchGate和开放获取存储库arXiv，以及完全开放获取的出版场所和大型期刊，如PLOS。
ScienceDirect同时也收录了《细胞》。

## 外部連結
- 官方网站
- ScienceDirect Info Site（页面存档备份，存于）
- Current list of available journals